# Privatmesse
Eine Privatmesse (vgl. lateinisch missa privata oder missa solitaria) ist in der römisch-katholischen Kirche eine stille heilige Messe (Missa lecta), die nicht Gemeinde- oder Konventsmesse ist und ohne öffentliche Ankündigung gefeiert wird.

## Liturgierechtliche Situation
Das Zweite Vatikanische Konzil sah „die liturgischen Riten auf gemeinschaftliche Feier mit Beteiligung und tätiger Teilnahme der Gläubigen angelegt“ und bestimmte, „dass die Feier in Gemeinschaft der vom Einzelnen gleichsam privat vollzogenen vorzuziehen ist“. Auch eine Privatmesse ist nicht privater Natur, sondern Liturgie der katholischen Kirche, die das „Sakrament der Einheit“ des „heiligen Volks“ ist. Gemäß dem Codex Iuris Canonici (can. 904) ist die Feier der heiligen Messe „eine Handlung Christi und der Kirche“ und deren Vollzug die „vornehmste Aufgabe“ des Priesters. Daher gilt für Priester die eindringliche Empfehlung, täglich die heilige Messe zu zelebrieren, auch wenn eine Teilnahme von Gläubigen nicht möglich ist. Die Feier der Eucharistie ist Teil des Heiligungsdienstes der Kirche und wird in deren allgemeinen und in besonders anempfohlenen Anliegen gefeiert.
Der Priester darf eine Privatmesse nur an Tagen feiern, an denen er selbst keine andere heilige Messe feiert, also nicht zusätzlich zur Zelebration einer Gemeindemesse.
Das aktuelle Missale Romanum enthält eine eigene Ordnung für eine Missa, cui unus tantum minister assistit „Messfeier, an der nur ein liturgischer Dienst teilnimmt“. Sie wird vom Priester unter Mitwirkung eines Ministranten oder einer anderen Person gefeiert. Dabei findet die Ordnung der Gemeindemesse modifiziert Anwendung, insofern der Altardiener die „Rolle“ des Volkes übernimmt. In den Ausgaben des Römischen Messbuchs von 1970 und 1975 gab es statt dieser Ordnung einen Ordo Missae sine populo (die Ausgabe von 1975 unterschied sich von der von 1970 im Wesentlichen nur dadurch, dass jede Erwähnung eines Subdiakons entfernt wurde).
Nur aus einem gerechten und vernünftigen Grund darf der Priester allein feiern (die sogenannte Missa solitaria). In diesem Fall unterbleiben alle sonst üblichen Anreden an die Mitfeiernden, z. B. der Gruß „Der Herr sei mit euch“, sowie der Schlusssegen „Es segne euch […]“. Die Corona-Krise ab 2020 wurde als ein solch „gerechter und vernünftiger Grund“ angesehen, aus dem Priester ohne Anwesenheit anderer die heilige Messe feiern dürfen.
Mit dem Motu proprio Summorum Pontificum war es von September 2007 bis Juli 2021 jedem römisch-katholischen Priester wieder gestattet, die Privatmesse nach dem Missale Romanum des hl. Pius V. in der Ausgabe des Jahres 1962 zu feiern. Mit dem Motu proprio Traditionis custodes (2021) müssen Priester die Erlaubnis des Diözesanbischofs für die Feier der alten Form erbitten; Neupriester bedürfen ebenfalls einer Genehmigung des Ortsordinarius, der zudem den Apostolischen Stuhl konsultieren muss.

## Geschichte
Die seit dem frühen Mittelalter stark zunehmenden Privatmessen waren der kultischen Verehrung der Heiligenreliquien geschuldet, die in den Altären geborgen und durch eine tägliche Messfeier verehrt wurden. Die frühmittelalterliche Benediktiner-Abtei sah sich als Abbild des stadtrömischen Kirchensystems, welches alle Kirchen der Stadt als zu einer Stadtkirche unter Leitung des Bischofs zusammengefasst verstand (Kirchenfamilie); dies fand seinen Ausdruck in der Praxis des Stationsgottesdienstes in einer der Stationskirchen. In den Abteien wurden die Kirchen der Stadt gewissermaßen auf dem Klostergelände zusammengefasst, als „Kirchenstadt“ mit einer Vielzahl von Kirchen und Heiligtümern, oder sogar als Nebenaltäre in die Klosterkirche integriert. So entwickelte sich in der kirchlichen Architektur der Kapellenkranz.
Das sich daraus entwickelnde Messensystem kennt das Konventamt als „Hauptmesse“ in der Rolle der römischen Stationsfeier und daneben eine Vielzahl von „Nebenmessen“ (missae privatae, missae speciales oder missae peculiares) in den anderen Heiligtümern und an den „Nebenaltären“, um diesen die gebührende kultische Verehrung zukommen zu lassen. Die Feier solcher Neben- oder Privatmessen erklärt sich nicht aus der privaten Frömmigkeit des einzelnen Priestermönchs, sondern ist als notwendig und wichtig im Rahmen der Gesamtliturgie der Abtei zu verstehen. Auch dass zunehmend mehr Mönche zu Priestern geweiht wurden, entsprach nicht seelsorglichen Zwängen oder einem überzogenen Klerikalismus, sondern der gewachsenen Zahl an liturgischen Aufgaben des klösterlichen Organismus. Bis zum Mittelalter stieg die Zahl der Privatmessen an. Viele Priester zelebrierten sogar mehrmals am Tage in einer bestimmten Intention, häufig für Verstorbene. Die Entwicklung bedeutete einen weitgehenden Verlust des Gemeinschaftscharakters der heiligen Messe.
Die Vermehrung der Zahl der Altäre auf 35 bis 45 in einer Kirche – in der Marienkirche in Danzig und im Magdeburger Dom gab es um das Jahr 1500 jeweils 48 Nebenaltäre – trug nach Meinung des Liturgiewissenschaftlers Josef Andreas Jungmann nicht wenig zur Kirchenkrise des 16. Jahrhunderts bei, die zur Reformation führte. Martin Luther kritisierte bestimmte Formen der Privatmesse, bezeichnete sie als Winkelmesse (am Nebenaltar) und verurteilte sie als käuflich. Insbesondere Messen, in denen der Priester die Eucharistie als einziger empfing, lehnte Luther grundsätzlich ab.
Gegen Ende des 19. Jahrhunderts hatte sich die Einzelzelebration als einzige Weise durchgesetzt, wie Priester an der heiligen Messe teilnehmen: die Konzelebrationen bei Bischofs- und Priesterweihe waren die einzigen Ausnahmen. Dahinter stand als priesterliches Verhaltensmuster und ungeschriebene Norm das aszetische und spirituelle Ideal der täglichen Zelebration der Messe, an das sich viele Priester mental gebunden fühlten. Die Grundform jeder Messfeier des Priesters war spätestens seit dem Beginn der Neuzeit die stille Messe oder Lesemesse.
Das Zweite Vatikanische Konzil förderte eine vertiefte Sicht der Eucharistie als Feier der ganzen Kirche; Grundform ist jetzt die Gemeindemesse. Gleichzeitig wurden die priesterliche Kollegialität stärker betont und die Anlässe vermehrt, bei denen eine Konzelebration der Priester möglich und wünschenswert ist. Die frühere Privatmesse ist als Missa sine populo oder Missa solitaria die Ausnahme.
In den Ostkirchen sind Privatmessen nicht üblich.